# 9815 Mariakirch
9815 Mariakirch (2079 P-L) là một tiểu hành tinh vành đai chính.